# Flaga obwodu astrachańskiego
Flaga obwodu astrachańskiego (NHR:1213) – przyjęta 13 grudnia 2001 r. Przedstawia na błękitnym tle złotą koronę z mitrą i zieloną podszewką. Pod koroną przedstawiony jest srebrny miecz ze złotą rękojeścią, skierowany ostrzem na prawo. Stosunek szerokości flagi do jej długości wynosi 2:3.